# Labeo capensis
Labeo capensis es una especie de peces de la familia de los Cyprinidae en el orden de los Cypriniformes.

## Morfología
Los machos pueden llegar alcanzar los 50 cm de longitud total y un peso de 3.830 g.

## Hábitat
Es un pez de agua dulce.

## Distribución geográfica
Se encuentra en África Austral.